# Rohrenkopf
Rohrenkopf är ett berg på 1 169,8 meter över havet, i södra Schwarzwald i Tyskland. Det ligger utanför Gersbach, en by i kommunen Schopfheim.

## Geografi
I sydväst ligger residensstaden (Kreisstadt) i Lörrach, 32 kilometer bort.
Rohrenkopf är Gersbachs högsta punkt. I bra väder kan de schweiziska alperna ses, inklusive de tre bergen Eiger, Mönch och Jungfrau.